# Companhia Estadual de Águas da Guanabara
A Companhia Estadual de Águas da Guanabara (Cedag) foi fundada com o objetivo de prestar serviços de abastecimento público de água.
A Cedag foi criada a partir do Departamento de Águas da antiga SURSAN (Superintendência de Urbanização e Saneamento do antigo Distrito Federal), após um acidente com as bombas do Baixo Recalque do Guandu que, inundadas, deixram a Cidade do Rio de Janeiro em colapso de abastecimento. 
É uma empresa pública que foi sucedida pela CEDAE cuja criação foi autorizada pelo Decreto-Lei nº 39 de 24 de março de 1975, e constituída em 1º de agosto daquele ano, logo após a fusão dos Estados do Rio de Janeiro e da Guanabara, o que resultou na unificação das três empresas que atuavam, em seus Estados de origem, na prestação de serviços de saneamento: a SANERJ (Companhia de Saneamento do Estado do Rio de Janeiro), a Cedag (Companhia Estadual de Águas da Guanabara) e a ESAG (Empresa de Saneamento do Estado da Guanabara), pelo Decreto 168, de 18 de junho de 1975, firmado pelo Governador do novo Estado.. Em seguida, foi determinada a unificação dos patrimônios das empresas fusionadas mediante a incorporação pela Cedag, da SANERJ e da ESAG. Esse mesmo Decreto determinou a extinção dessas duas últimas empresas dos antigos Estados.
Em 1972 a SANERJ, empresa que abastecia o antigo Estado do Rio de Janeiro tentou sangrar as adutoras das linhas pretas. Para impedi-la do intento, a Cedag colocou vigilância especial em toda a extensão dessas adutoras, o que gerou um conflito entre essas empresas e os Governos Estaduais.

## Presidentes
- Luiz Roberto Veiga de Brito [6]
- Antonio Augusto Lisboa de Miranda 1966 [7]
- Ataulfo dos Santos Coutinho 1967 [8]
- Hugo de Mattos Santos 1972 [9]